# Кустанајска област
Кустанајска област (каз. Qostanai oblysy, рус. Костанайская область) је област на северу Казахстана, на граници са Русијом. Главни град области је Кустанај. Становништво области чине Руси (40,73%), Казаси (35,85%) и остали (подаци из 2010. године).